# 中武駿介
中武 駿介（なかたけ しゅんすけ、1990年6月19日 - ）は、日本の元サッカー選手。ポジションはミッドフィールダー(CMF/DMF)。

## 経歴

### ユース
仙台FCの下部組織に在籍した後、神奈川大学が1部に所属していたのもあり同校のセレクションを受けるも落第、指定校制度を用いて進学した。

### ユーノス・クレセントFC
Sリーグでのプロ契約を目指しシンガポールへ渡ったが、同リーグの5人の外国人枠は全チームで埋っていたため、契約とはならなかった。しかしながらここで諦めず、シンガポール・ナショナルフットボールリーグに所属するアマチュアのユーノス・クレセントFCに所属した。

### ホウガン・ユナイテッドFC
ナショナルフットボールリーグでの活躍が認められ、Sリーグ 2014ではホウガン・ユナイテッドFCに加入した。初シーズンではカップ戦も合わせて31試合に出場し、1得点の成績を残した。
その後、2015シーズンも同クラブに引き続いて在籍する唯一の外国人選手となった。この年には山下訓広と高橋真登とチームメイトであった。

### クアンタンFA
2015年12月3日にマレーシア・プレミアリーグに所属するクアンタンFAへの移籍が発表された。

### PDRM FA
2018シーズンにPDRM FAに加入した。

### ヌグリ・スンビランFA
2019シーズンにヌグリ・スンビランFAに加入。2020年引退。

## 個人成績
2015年12月1日現在
| 国内大会個人成績 | 国内大会個人成績 | 国内大会個人成績 | 国内大会個人成績 | 国内大会個人成績 | 国内大会個人成績 | 国内大会個人成績 | 国内大会個人成績 | 国内大会個人成績 | 国内大会個人成績 | 国内大会個人成績 | 国内大会個人成績 |
| 年度             | クラブ           | 背番号           | リーグ           | リーグ戦         | リーグ戦         | リーグ杯         | リーグ杯         | オープン杯       | オープン杯       | 期間通算         | 期間通算         |
| 年度             | クラブ           | 背番号           | リーグ           | 出場             | 得点             | 出場             | 得点             | 出場             | 得点             | 出場             | 得点             |
| シンガポール     | シンガポール     | シンガポール     | シンガポール     | リーグ戦         | リーグ戦         | リーグ杯         | リーグ杯         | シンガポール杯   | シンガポール杯   | 期間通算         | 期間通算         |
| ---------------- | ---------------- | ---------------- | ---------------- | ---------------- | ---------------- | ---------------- | ---------------- | ---------------- | ---------------- | ---------------- | ---------------- |
| 2014             | ホウガンU        | 7                | Sリーグ          | 26               | 1                | 4                | 0                | 1                | 0                | 31               | 1                |
| 2015             | ホウガンU        | 7                | Sリーグ          | 11               | 0                | 0                | 0                | 0                | 0                | 11               | 0                |
| 通算             | シンガポール     | シンガポール     | Sリーグ          | 37               | 1                | 4                | 0                | 1                | 0                | 42               | 1                |
| 総通算           | 総通算           | 総通算           | 総通算           | 37               | 1                | 4                | 0                | 1                | 0                | 42               | 1                |